# Beyond Punishment
Beyond Punishment ist ein internationaler Dokumentarfilm des Berliner Filmproduzenten und Regisseurs Hubertus Siegert. Der Film zeigt, wie Täter und Opfer von Gewaltverbrechen aktiv in eine Auseinandersetzung miteinander treten. Anhand von drei Fällen in drei Ländern beleuchtet er neben den individuellen Schicksalen auch die Rechts- und Strafsysteme der jeweiligen Länder und untersucht die Möglichkeiten der Restorative Justice. Er entstand 2006 bis 2014 in Koproduktion mit ZDF/3Sat und DOCDAYS Productions. Der deutsche Filmstart war am 11. Juni 2015.

## Inhalt
Beyond Punishment erzählt die Geschichten von Stiva und Erik, von Lisa, Leola und Sean sowie von Patrick und Manfred. Die Protagonisten dieser drei Fälle haben bislang keinen Frieden gefunden mit einer jeweils ihr Leben verändernden Gewalttat, weder die Opfer noch die Täter. Auch Jahre nach dem Strafurteil und verbüßter Zeit im Strafvollzugs sind beide Seiten weiterhin auf der Suche nach Möglichkeiten, die Tat und den Verlust zu verarbeiten.
Eine Jugendliebe in Norwegen endet in einem Mord, als Stiva seine 16-jährige Freundin Ingrid-Elisabeth aus Eifersucht tötet. Nach sechs Jahren Gefängnis kehrt Stiva zurück in den kleinen Ort, in dem Ingrid-Elisabeths Vater Erik immer noch zu Hause ist.
Lisa und Leola leben in der New Yorker Bronx, unweit des Supermarkts, wo ihr damals 16-jähriger Bruder und Sohn im Zorn erschossen wurde. Sie warten seit inzwischen elf Jahren darauf, dass der zu 40 Jahren Gefängnis verurteilte Sean die Tat zugibt.
Patricks Vater Gerold von Braunmühl, ein hoher Beamter im Außenministerium, wurde 1986 von der linksmilitanten RAF (Rote Armee Fraktion) getötet. Es gibt ein Bekennerschreiben, doch die Täter sind bis heute unbekannt. Gleichwohl findet Patrick im Film ein Gegenüber – Manfred Grashof, der als Gründungsmitglied der ersten Generation der RAF einen Polizisten getötet hat.
Der Film erzählt parallel die Entwicklung einer Annäherung von Hinterbliebenen und Tatverantwortlichen in den drei unterschiedlichen Fällen. Er konzentriert sich auf die Beobachtung der Protagonisten in ihrem Alltag und ihren Umgang mit dem Geschehenen. Der Regisseur des Films wendet sich aus dem Off mit Fragen an die Protagonisten und bietet dadurch Möglichkeiten zu einem Annäherungsprozess. Ausgangspunkt des Dokumentarfilms ist das Hochsicherheitsgefängnis von Green Bay, wo die Verantwortlichen von Gewalttaten in der Regel für Jahrzehnte eingeschlossen werden. Dort findet regelmäßig das Challenges and Possibilities Program statt, das jeweils 15–20 Inhaftierte bei der Resozialisierung und Änderung ihrer Verhaltens- und Denkweisen unterstützt. Unter der Leitung der ehemaligen Richterin des -Wisconsin Supreme Court, Janine Geske, begegnen zum Abschluss des Programms alle halbe Jahre 30 Häftlinge einer Besuchergruppe aus Verbrechensopfern und Angehörigen zu einem dreitägigen Gesprächskreis. Im Sinne der Restorative Justice reden Verbrechensopfer und Tatverantwortliche über das Geschehene und nehmen eine Stellvertreterrolle für die Täter- oder Opferseite ein. Der Film untersucht die Reaktionsmöglichkeiten auf Gewalt und Strafe auf beiden Seiten.
Annett Zupke unterstützte als fachliche Beraterin und Mediatorin diesen ersten deutschen Dokumentarfilm, der sich mit Aspekten der Restorativen Justiz (engl. restorative justice) beschäftigt. Neun Monate lang begleitete sie Erik Berg in Norwegen, den Vater von Ingrid-Elisabeth und Stiva in Einzelgesprächen mit der Fragestellung, ob sie einander in einem begleiteten Dialog begegnen wollten. In mehreren Artikeln schreibt die Mitbegründerin des Institutes für Restorative Praktiken über ihre Arbeit als Dialog Facilitator bei Beyond Punishment.

## Auszeichnungen

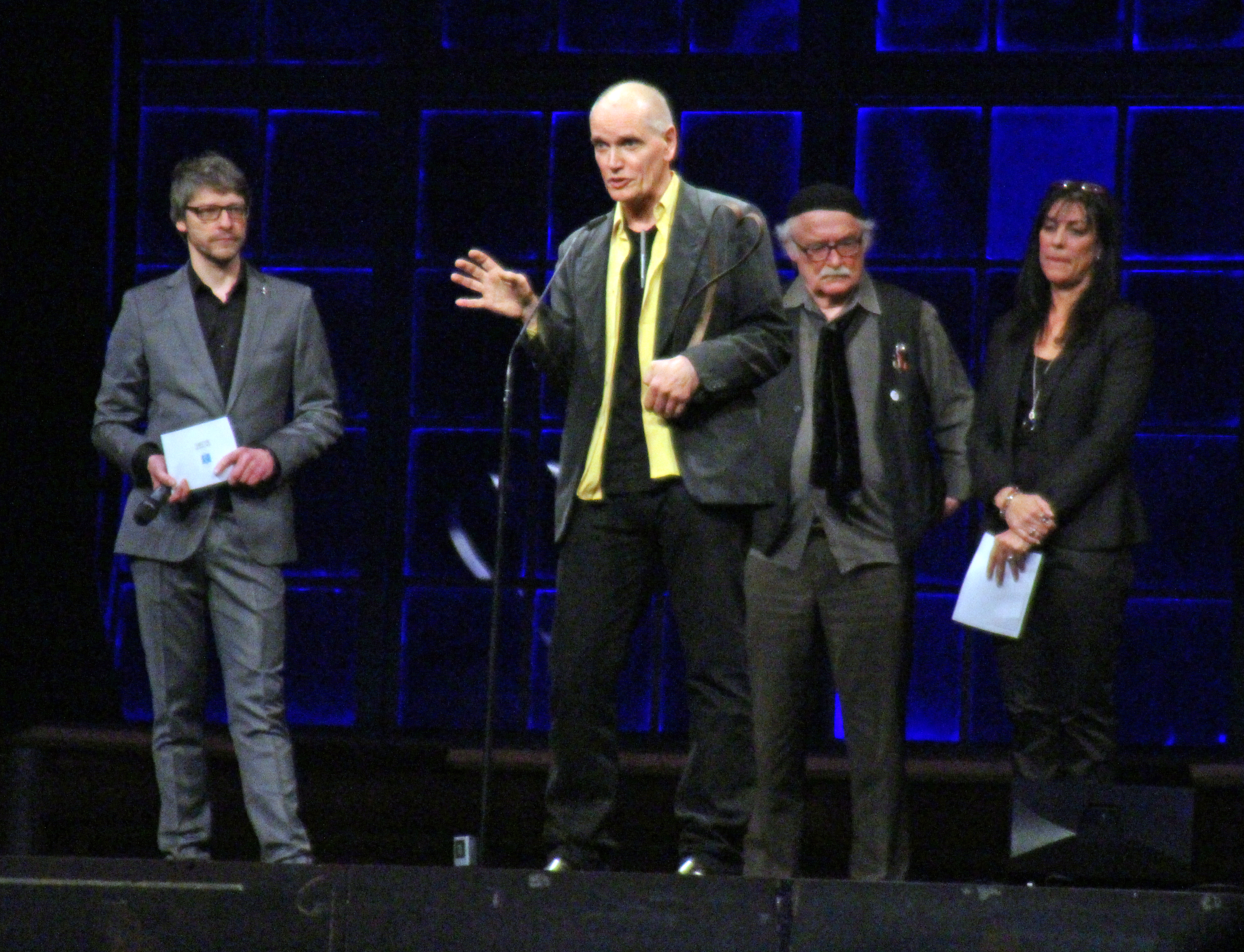
Hubertus Siegert bei seiner Dankesrede nach der Verleihung des Max-Ophüls-Preises für Beyond Punishment

Beyond Punishment wurde auf dem 36. Filmfestival Max Ophüls Preis uraufgeführt und erhielt dort die Auszeichnung Bester Dokumentarfilm 2015. In der Jurybegründung heißt es, der Regisseur weise „über mehrere Jahre der Beobachtung […] nach, dass Versöhnung vielleicht nicht möglich ist, aber Bewältigung durch Auseinandersetzung schon“. Dem Regisseur gelinge es, „mit Respekt und Einfühlungsvermögen diesen Prozess auf beiden Seiten sichtbar zu machen“.
Die Deutsche Film- und Medienbewertung (FBW) verlieh dem Film das Prädikat „besonders wertvoll“. In der dortigen Jurybegründung heißt es, Siegert gelinge es „auf beeindruckende Weise“, die „Komplexität der Zusammenhänge [zu] erfassen“. Der Film sei „dramaturgisch geschickt aufgebaut und erzeugt eine enorme Spannung“.
Darüber hinaus ist Beyond Punishment als einer von drei Filmen offiziell für den Deutschen Filmpreis 2015 in der Kategorie Bester programmfüllender Dokumentarfilm nominiert worden.